# Hoka
Hokan (Hoka; pl. Hoka, Hokas; Hokan, Hokans).- ime dano jezičnoj porodici (Hokan Stock) čije je središte današnja Kalifornija i koja uključuje skupine (ponekad i 'families') Chimarikan, Esselenian, Kulanapan, Quoratean, Shastan, Yuman i Yanan. Ova porodica kasnije se dalje povezuje s drugim jezicima u Veliku porodicu Hokan (Phylum)) koja uključuje Hokan 'Stock' plus: Chumashan, Jicaquean, Salinan, Serian, Supanecan ili Tlapanecan, Tequistlatecan i Washoan. 
Ime Hoka ili Hokan iskovali su 1913. Roland B. Dixon i Alfred L. Kroeber.  Ime je došlo od naziva za brojku 2 u raznim indijanskim jezicima: Karok axak; Chimariko, xoku, qâqû ; Shasta: xokwa, hoka; Achomawi: hak; Atsugewi: hoki; Pomo: xō-s; Seri: ookx; Tequistlatec: ogé?, (ili)  ukwe?. –Kroeber kasnije na porodicu hokan stock dodaje jezike Seri i Tequistlatec Indijanaca iz Meksika. Nakon njega W. Lehmann pridodaje i jezik Subtiaba iz Nikaragve. –Edward Sapir (1917.) povezuje porodicu Hokan s jezicima Coahuiltec i Karankawa i stvara se velika porodica Hokan-Coahuiltecan. Na kraju pravi još veću porodicu Hokan-Siouan, povezujući je s jezicima Siouan, Caddoan, Iroquoian i Muskhogean Indijanaca. 

## Vanjske poveznice
- Ethnologue (14th)
- Ethnologue (15th)
- Ethnologue (16th)
- Hokan stock
- Tree for Hokan  Arhivirana inačica izvorne stranice od 18. rujna 2008. (Wayback Machine)